# VfL Fredenbeck
Der Verein für Leibesübungen Fredenbeck von 1920 e. V., kurz VfL Fredenbeck, ist ein niedersächsischer Sportverein. Er wurde überregional vor allem durch Erfolge seiner Handballmannschaft bekannt und ist der mitgliederstärkste Sportverein der Gemeinde Fredenbeck. Neben Handball werden vom Verein auch die Sportarten Turnen, Gymnastik, Tischtennis, Bogenschießen, Walking, Aerobic, Jazztanz, Badminton, Wassergymnastik, Boxen und Fußball angeboten. Im Jahr 2011 hat der Verein etwa 1.100 Mitglieder. Nachdem der Verein im Jahr 2022 mit dem FC Fredenbeck fusioniert hatte, stieg die Zahl der Mitglieder auf 1.500 an.

## Geschichte des Gesamtvereins
Am 10. September 1920 wurde der VfL Fredenbeck unter dem Namen Männer-Turn-Verein Klein Fredenbeck und Umgebung gegründet. Trotz seines Namens öffnete sich der Verein auch für weibliche Mitglieder. Bereits 1930 waren mehr als 50 Männer und Frauen aktiv. Am 6. Februar 1946 beschloss die Generalversammlung des Vereins, diesen umzubenennen. Er trägt seitdem seinen heutigen Namen.

## 1. Herren-Handballmannschaft
1981 gelang der 1. Herren-Mannschaft als Vizemeister der Aufstieg aus der Regionalliga in die damals neu geschaffene 2. Handball-Bundesliga/Nord. Mit der Fertigstellung der Fredenbecker Geestlandhalle zu Anfang der 1980er Jahre mussten die Punktspiele nicht mehr in der Kreisstadt Stade ausgetragen werden. Unter dem Manager Harald Uhding konnte sich die Mannschaft fest in der Liga etablieren und erreichte in der Spielzeit 1987/88 hinter der SG Weiche-Handewitt die Vizemeisterschaft. In Relegationsspielen gegen den Vizemeister der Handball-Bundesliga/Süd, den TuS Schutterwald, gelang dem VfL Fredenbeck der Aufstieg in die 1. Handball-Bundesliga. Zbigniew Tłuczyński, der Spitzenspieler des Vereins, wurde 1989 auf Anhieb Torschützenkönig der 1. Liga. Bis zur Saison 1993/94 konnte die Mannschaft die Klasse halten und belegte in den sechs Jahren der Erstligazugehörigkeit größtenteils Mittelfeldplätze. Dem Abstieg folgten zwei Spielzeiten in der 2. Handball-Bundesliga/Nord, bevor in der Saison 1995/96 der Wiederaufstieg gelang. Bereits 1995 schaffte es die Mannschaft im DHB-Pokal bis zur Teilnahme am Final-Four-Turnier in Hamburg. Dort unterlag sie jedoch im Halbfinale gegen den HSV Düsseldorf. In der 1. Handball-Bundesliga konnte sich der VfL Fredenbeck nach dem zweiten Aufstieg nur für eine Spielzeit halten. Seit dem direkten Wiederabstieg spielt der VfL Fredenbeck mit unterschiedlichem Erfolg in der 2. Handball-Bundesliga/Nord. In der Saison 2004/05 traten finanzielle Schwierigkeiten der damaligen Trägergesellschaft der Handball-Marketing GmbH, die sich bereits in der vorangegangenen Spielzeit angedeutet hatten, offen zu Tage. Der Spielbetrieb für die damals laufende Saison und die Lizenz für die Spielzeit 2005/06 waren auf Grund der Insolvenz der Handball-Marketing GmbH nicht gesichert. Zwischen dem Manager Gunnar Schmidt und der Führung des Gesamtvereins kam es zum Bruch und eine neue Trägergesellschaft, die VfL Fredenbeck Handball GmbH & Co. KG, wurde gegründet. Obwohl der Spielbetrieb bis zum Ende der Saison fortgesetzt werden konnte, scheiterte die durch Spielerabgänge geschwächte Mannschaft sportlich am Klassenerhalt und belegte als drittletzter Verein der Liga einen Abstiegsplatz. Da der DHB jedoch sechs anderen Vereinen für die darauffolgende Spielzeit keine Lizenz erteilte, war die weitere Zugehörigkeit des VfL Fredenbeck zur zweithöchsten deutschen Spielklasse gesichert.
In die Saison 2005/06 wollte man keine finanzielle Risiken eingehen. Folglich startete der VfL mit einem Mini-Kader in die Serie. Schon vor dem Beginn der Rückrunde zeichnete sich ab, dass der Klassenerhalt nicht zu schaffen ist. Da mit dem sportlichen Misserfolg auch die Zuschauer fernblieben, fehlte das Geld für Neuverpflichtungen. Am Ende der Saison stieg der VfL als Tabellenvorletzter in die Regionalliga ab. Nach 25 Jahren 1. bzw. 2. Bundesliga starteten die Niedersachsen dort einen Neuaufbau.
In der Saison 2009/10 scheiterte der Verein als Vizemeister der Regionalliga/Nord knapp am Wiederaufstieg. Nach der neuen Einteilung der 3. Ligen spielte der VfL bis 2014 in der 3. Liga/Nord gegen den Abstieg. Ein Jahr später belegte die Mannschaft Rang sechs. Anschließend wurde Fredenbeck der West-Staffel zugeteilt, die man überraschend als Vizemeister abschloss. Auf den möglichen Aufstieg in die 2. Bundesliga verzichteten die Niedersachsen, da die finanziellen Mittel für einen Spielbetrieb in der 2. Liga nicht ausreichten. Ab der Saison 2016/17 spielte der VfL Fredenbeck wieder in der Nord-Staffel. Im Dezember 2017 stellte der VfL Fredenbeck gemeinsam mit dem HSV Hamburg einen Zuschauer-Weltrekord auf. Diese spielten in der Barclays Arena vor einer Kulisse von 9.964 Zuschauern. 2018 stieg die Mannschaft als Tabellenfünfzehnter in die Oberliga/Nordsee ab. Nach Platz sechs und acht wurde die Saison 2020/21 im Oktober 2020 abgebrochen. Im Juni 2021 nahm der VfL an der Relegation um den Aufstieg in die 3. Liga teil. Im ersten Spiel unterlag man dem TV Bissendorf-Holte mit 20:28. Im zweiten Spiel besiegte Fredenbeck den MTV Großenheidorn mit 31:25. Mit der besseren Tordifferenz gelang somit am 26. Juni 2021 der Aufstieg in die 3. Liga, aus der der Verein nach der Spielzeit 2021/22 wieder abstieg. Die darauf folgende Saison 2022/23 konnte der VfL äußerst erfolgreich gestalten. Mit 46:6 Punkten stieg man als Meister der Oberliga Nordsee wieder in die 3. Liga auf. Ein Jahr später stieg die Mannschaft in die Regionalliga ab.

### Platzierungen der 1. Herren (Handball)
| Saison  | Liga             | Platz |
| ------- | ---------------- | ----- |
| 1968/69 | Oberliga         | 4     |
| 1969/70 | Oberliga         | 1     |
| 1970/71 | Oberliga         | 3     |
| 1971/72 | Oberliga         | 1     |
| 1972/73 | Regionalliga     | 7     |
| 1973/74 | Regionalliga     | 7     |
| 1974/75 | Regionalliga     | 7     |
| 1975/76 | Regionalliga     | 7     |
| 1976/77 | Oberliga         | 2     |
| 1977/78 | Oberliga         | 1     |
| 1978/79 | Regionalliga     | 12    |
| 1979/80 | Oberliga         | 1     |
| 1980/81 | Regionalliga     | 2     |
| 1981/82 | 2. Bundesliga    | 8     |
| 1982/83 | 2. Bundesliga    | 11    |
| 1983/84 | 2. Bundesliga    | 13    |
| 1984/85 | 2. Bundesliga    | 7     |
| 1985/86 | 2. Bundesliga    | 7     |
| 1986/87 | 2. Bundesliga    | 5     |
| 1987/88 | 2. Bundesliga    | 2     |
| 1988/89 | 1. Bundesliga    | 9     |
| 1989/90 | 1. Bundesliga    | 9     |
| 1990/91 | 1. Bundesliga    | 9     |
| 1991/92 | 1. Bundesliga    | 6     |
| 1992/93 | 1. Bundesliga    | 14    |
| 1993/94 | 1. Bundesliga    | 17    |
| 1994/95 | 2. Bundesliga    | 2     |
| 1995/96 | 2. Bundesliga    | 1     |
| 1996/97 | 1. Bundesliga    | 16    |
| 1997/98 | 2. Bundesliga    | 5     |
| 1998/99 | 2. Bundesliga    | 8     |
| 1999/00 | 2. Bundesliga    | 4     |
| 2000/01 | 2. Bundesliga    | 8     |
| 2001/02 | 2. Bundesliga    | 5     |
| 2002/03 | 2. Bundesliga    | 3     |
| 2003/04 | 2. Bundesliga    | 11    |
| 2004/05 | 2. Bundesliga    | 16    |
| 2005/06 | 2. Bundesliga    | 9     |
| 2006/07 | Regionalliga     | 10    |
| 2007/08 | Regionalliga     | 2     |
| 2008/09 | Regionalliga     | 4     |
| 2009/10 | Regionalliga     | 2     |
| 2010/11 | Regionalliga     | 5     |
| 2011/12 | 3. Liga          | 12    |
| 2012/13 | 3. Liga          | 13    |
| 2013/14 | 3. Liga          | 14    |
| 2014/15 | 3. Liga          | 5     |
| 2015/16 | 3. Liga          | 2     |
| 2016/17 | 3. Liga          | 10    |
| 2017/18 | 3. Liga          | 15    |
| 2018/19 | 3. Liga          | 6     |
| 2019/20 | Oberliga         | 8     |
| 2020/21 | (Corona-Abbruch) | -     |
| 2021/22 | 3. Liga          | 11    |
| 2022/23 | Oberliga         | 1     |
| 2023/24 | 3. Liga          | 15    |
| 2024/25 | Regionalliga     | 2     |

### Erfolge
- 1988 Aufstieg in die 1. Bundesliga (dort Platz 6 belegt)
- 1995 Teilnahme am Final-Four-Turnier des DHB-Pokals
- 1996 Meister der 2. Bundesliga (2. Aufstieg in die 1. Bundesliga)

### Bekannte Spieler
- Jean Baruth, ehem. deutscher Nationalspieler
- Andreas Neitzel, DDR-Nationalspieler
- Predrag Peruničić, serbischer Handballspieler
- Andreas Rojewski, deutscher Nationalspieler
- Christian Schwarzer, deutscher Nationalspieler und Mitglied der Weltmeistermannschaft 2007
- Spasoje Skercevic, genannt Mane, Spieler und später Trainer
- Goran Stupar, jugoslawischer Nationalspieler
- Zbigniew Tłuczyński, genannt Binjo, polnischer Nationalspieler